# Deutsche Skeleton-Meisterschaft 1998
Die 32. Deutsche Skeleton-Meisterschaft 1998 wurde am 11. Januar 1998 in Altenberg ausgetragen. Es gab jeweils eine Veranstaltung für Damen und für Herren. Beide wurden in zwei Läufen durchgeführt. Die Titelkämpfe waren zugleich die Sächsischen Meisterschaften, diese Wertung gewannen Lars Petr und Diana Sartor.

## Männer
| Platz | Sportler          | Verein                | Zeit    |
| ----- | ----------------- | --------------------- | ------- |
| 1     | Andy Böhme        | BSR Rennsteig Oberhof | 1:59,48 |
| 2     | Willi Schneider   | WSV Königssee         | 1:59,77 |
| 3     | Anton Buchberger  | BSC München           | 2:01,48 |
| 4     | Frank Fijakowski  | BSC München           | 2:01,57 |
| 5     | Michael Schunder  | BSR Oberhof           | 2:02,35 |
| 6     | Mathias Abendthum | TSC Zella-Mehlis      | 2:02,40 |
| 7     | Lars Petr         |                       | 2:03,29 |
| 8     | Jan Voitel        | SSV Altenberg         | 2:03,33 |
| 9     | Jan Seifert       |                       | 2:03,67 |
| 10    | Ernst Lisson      | TSC Zella-Mehlis      | 2:04,07 |

Am Start waren insgesamt 21 Teilnehmer. Olaf Meilicke stürzte im ersten Lauf. Andy Böhme gewann seinen ersten und einzigen Deutschen Meistertitel. Böhme und Willi Schneider waren die überlegenen Athleten des Wettkampfes und distanzierten alle weiteren Starter. Böhme fuhr in beiden Läufen die Bestzeiten.

## Frauen
| Platz | Sportler          | Verein                  | Zeit    |
| ----- | ----------------- | ----------------------- | ------- |
| 1     | Steffi Hanzlik    | SC Steinbach-Hallenberg | 2:04,01 |
| 2     | Diana Sartor      | SSV Altenberg           | 2:05,14 |
| 3     | Ramona Rahnis     | SSV Altenberg           | 2:08,92 |
| 4     | Monique Riekewald | BSR Oberhof             | 2:11,26 |
| 5     | Anke Riekewald    | BSR Oberhof             | 2:13,69 |
| 6     | Angelika Wilke    |                         | 2:14,04 |
| 7     | Annett Köhler     | BSR Oberhof             | 2:20,00 |

Am Start waren insgesamt 7 Teilnehmerinnen. Steffi Hanzlik gewann nach dem Titel im Vorjahr ihren zweiten Deutschen Meistertitel. Sie fuhr in beiden Wertungsläufen die Bestzeiten und distanzierte Diana Sartor um mehr als eine Minute. Alle weiteren Starterinnen fielen leistungsmäßig gegenüber den beiden vorne platzierten Sportlerinnen massiv ab.